# Гулини дани
Гулини дани су смотра глумачких остварења у организацији Културно-просветног центра и Позоришта Бата Булић из Петровца на Млави. Установљена је 2010. године као сећање на Драгољуба Милосављевића Гулу, глумца и једног од најпознатијих Петровчана. Смотра се одржава сваке године у другој половини марта. Смотра окупља најбоље представе аматерских позоришта из земље и иностранства. Као што и сам назив Смотре говори она се организује у част и славу глумачког позива. У свакој представи се награђује најбоље глумачко остварење, за које глумцу припада Плакета Драгољуб Милосављевић Гула.

## Добитници плакета 2010
- Саша Душановић (Позориште Бата Булић Петровац)
- Љубомир Денић, (Позориште Бата Булић Петровац)
- Љубомир Радовић (Позориште Ковин)
- Милан Поповић (Позориште Ковин)
- Ивана Терзић (Позориште Јанко Веселиновић Богатић)
- Анита Ерцегочевић (Позориште Јанко Веселиновић Богатић)
- Мина Шанковић (Позориште Јанко Веселиновић Богатић)
- Селена Тадић (Позориште Раша Плаовић Уб)
- Милош Ђокић (Позориште Хранислав Драгутиновић Прокупље)
- Небојша Миленковић (Позориште Хранислав Драгутиновић Прокупље)
- Добривоје Петровић (Позориште Бата Булић Петровац)

## Добитници плакета 2011
- Снежана Здравковић (Театар 5, Београд)
- Ивана Терзић (Позориште Јанко Веселиновић Богатић)
- Жељко Милошевић (Културна сцена „Мале ствари" Требиње)
- Добривоје Петровић (Позориште Бата Булић Петровац)
- Златко Марковић (Позориште Масука Велика Плана)
- Бранислав Унгиновић (Камерна сцена „Мирослав Антић", Сента)
- Драган Буњевац (Градско позориште Јагодина, Јагодина)

## Добитници плакета 2012
- Добривоје Петровић (Позориште Бата Булић Петровац)
- Немања Лугавац (Рачанско аматерсо позориште Рача)
- Биљана Станковић (Позориште Вук Караџић Лозница)
- Зоран Ракочевић (Колашинско аматерско позориште Колашин)
- Душан Живанић (Регионално позориште Нови Пазар Нови Пазар)
- Мартина Лемаић (Сатиричко казалиште младих Славонски Брод)